# Pendentif de Valence
Pour les articles homonymes, voir Pendentif.
Le Pendentif de Valence est un monument funéraire de style Renaissance édifié en 1548 à Valence, à la mémoire du chanoine Mistral. Le Pendentif fait l’objet d’un classement au titre des monuments historiques sur la liste de 1840.
Il se situe au 1 place du Pendentif, dans le Vieux Valence juste au nord de la cathédrale Saint-Apollinaire, à proximité de la place des Clercs et du musée d'Art et d'Archéologie.

## Histoire

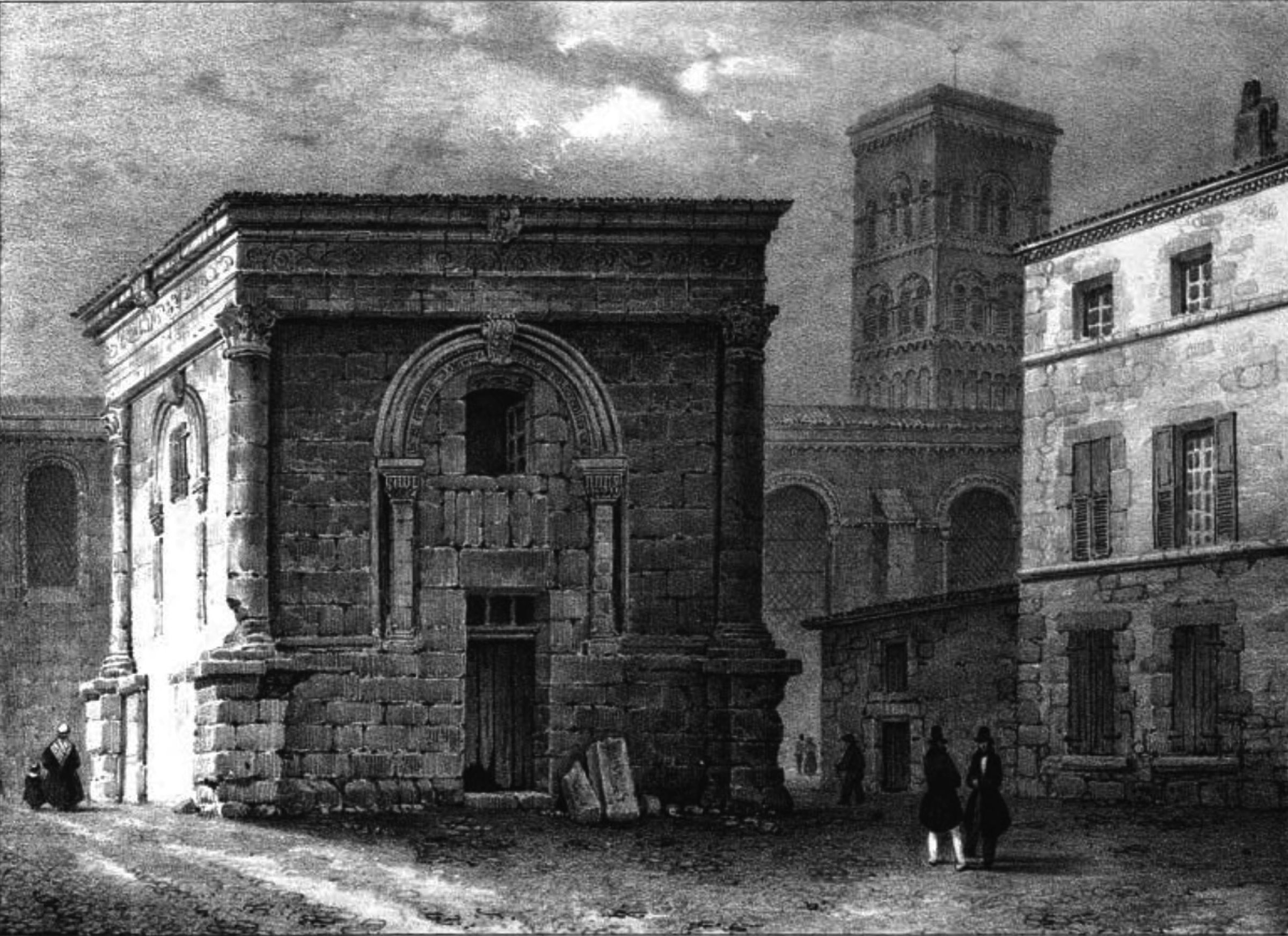
Le Pendentif avant 1837, lithographie d’Alexandre Debelle, Album du Dauphiné.

Érigé en 1548 dans le cloître de la cathédrale Saint-Apollinaire, cet arc de triomphe en molasse, renommé pour la perfection de sa voûte (une voûte en pendentifs, d'où son nom), est un monument funéraire que fit édifier pour lui-même et sa famille le chanoine Nicolas Mistral, issu d'une riche famille de marchands.
Le monument, qui devait servir de chapelle au rez-de-chaussée et de tombeau en sous-sol, était jadis plus fastueux, orné de vitraux, de verrières et de clôtures en fer forgé. L'extrados de la voûte était surmonté d'une calotte de cuivre. Mais les guerres de religion saccagèrent l'édifice et pillèrent ses trésors. Madeleine de Vaches, une héritière des Mistral, le fait restaurer vers 1630. En 1636, la voûte est recouverte d'une flèche à 4 pans, en tuiles vernissées. La mort de Madeleine de Vaches laisse de nouveau le monument à l'abandon.
Mis en vente en 1796, le pendentif est acheté par un commerçant qui en fait son échoppe, au grand dam de Jules Ollivier, historien et magistrat valentinois, qui s'efforçait de lui rendre sa dignité. Nouvelle péripétie en 1832, il est vendu aux enchères. Fort heureusement, la ville de Valence le rachète et après le passage de Prosper Mérimée, le Pendentif est l'un des premiers monuments classés en France en 1840, à peine trois ans après la création de la Commission des Monuments Historiques.

## Architecture
La conception architecturale est nouvelle pour l'époque : si, traditionnellement, les pendentifs sont des triangles sphériques qui servent à effectuer la transition entre une voûte hémisphérique, donc de plan circulaire, et un support de plan carré, ici, il n'y a pas de solution de continuité entre les pendentifs et la coupole. Les pendentifs se rejoignent pour former la voûte, ils ne sont pas construits par assises horizontales mais en suivant les quatre arcs en plein cintre des supports, selon un appareil complexe. On appelle voûte ou coupole en pendentifs, ou pendentif de Valence ce type de construction dont c'est ici le premier exemple historique.

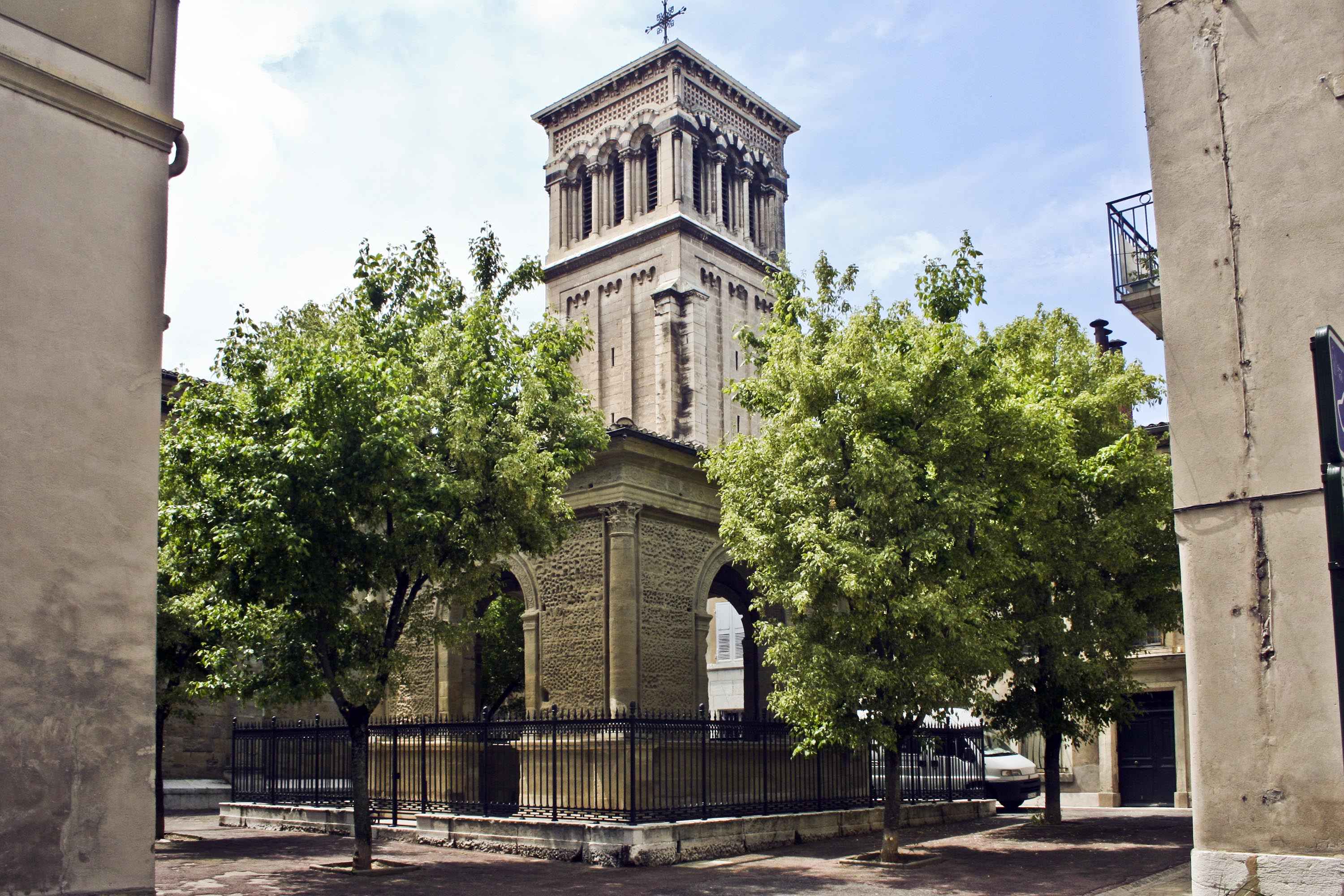
Le Pendentif et le clocher de la cathédrale Saint-Apollinaire.
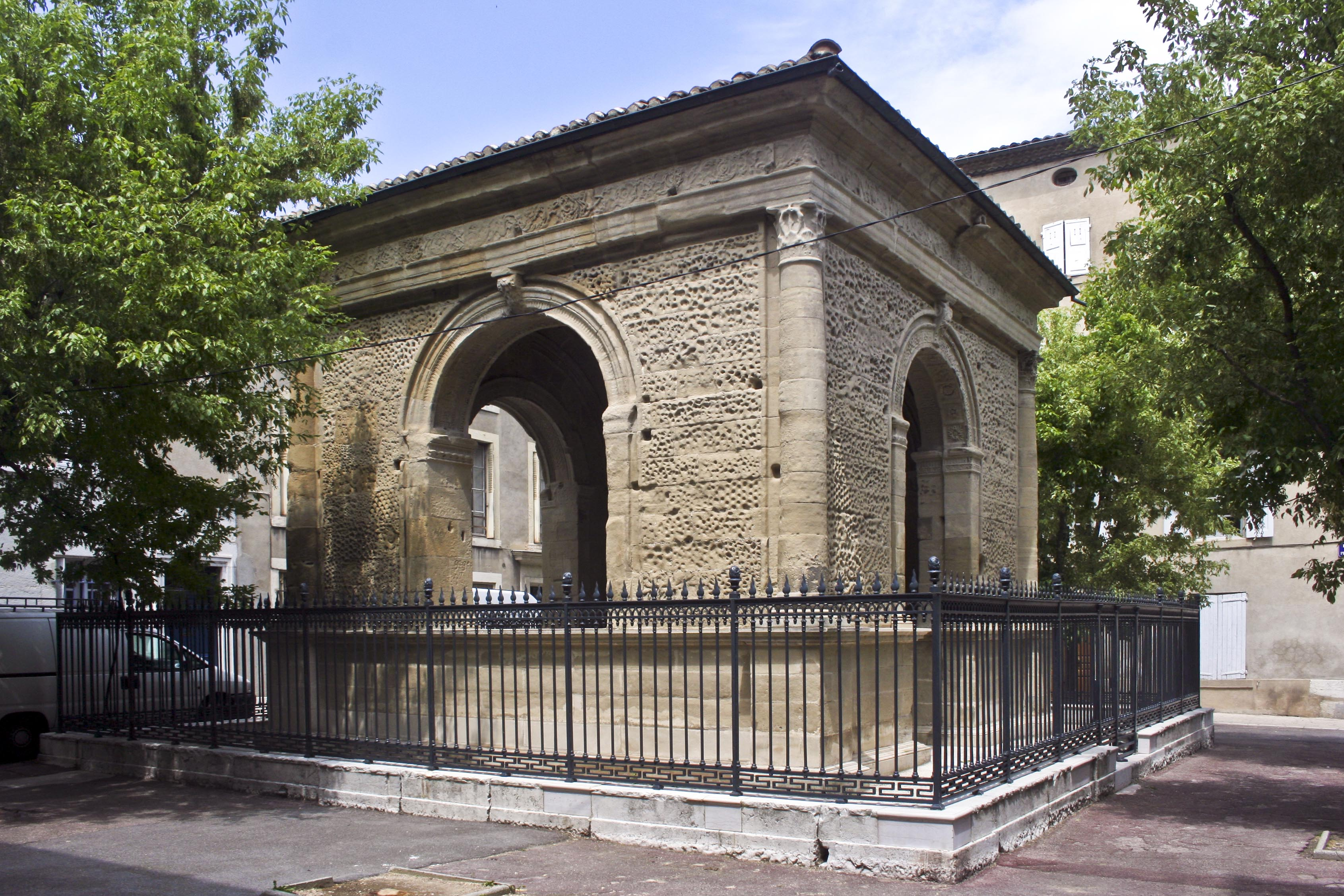
Le Pendentif.
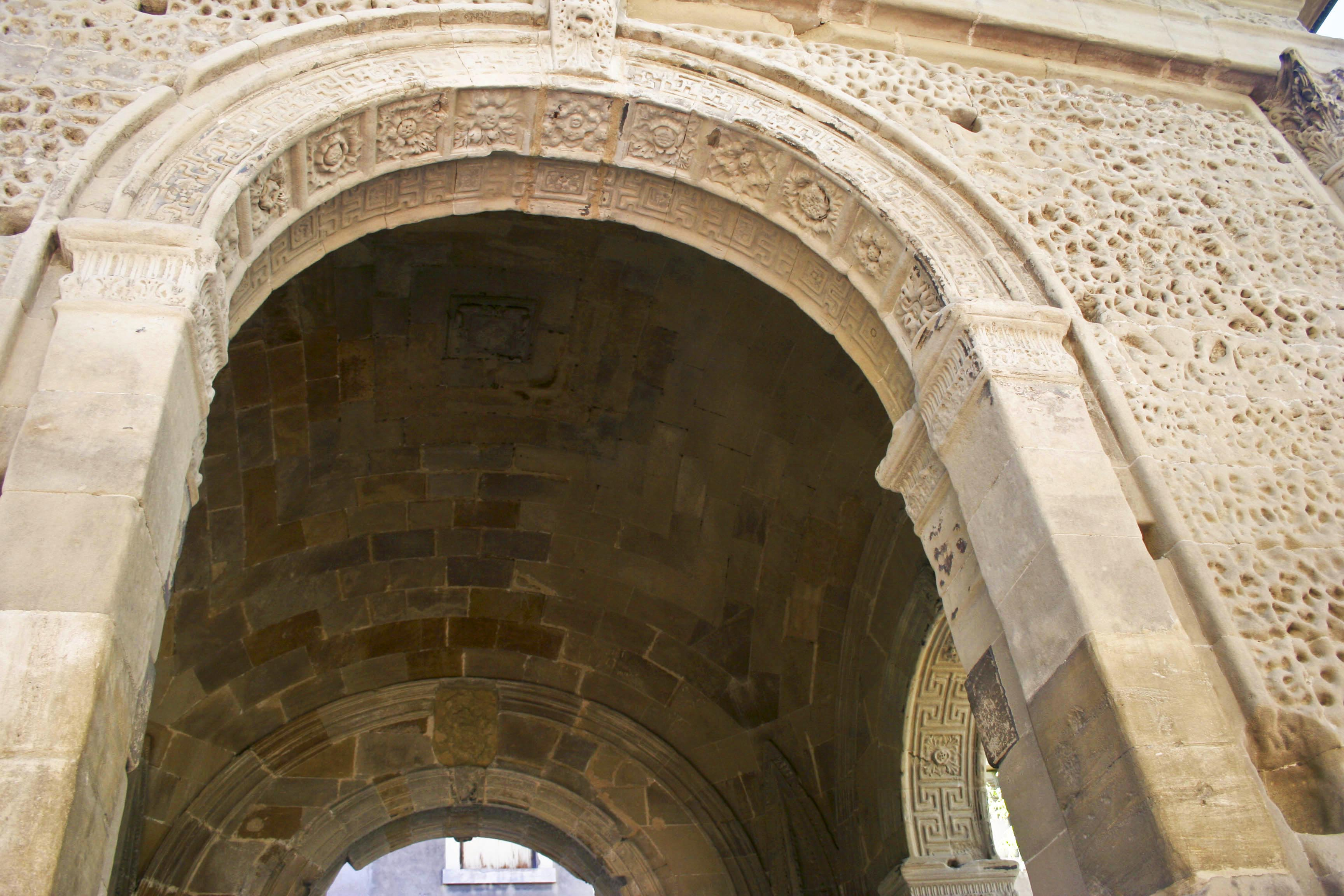
Vue de la voûte.